# Western Water Polo Association
La Western Water Polo Association es una convención de colegios universitarios y universidades en el oeste de los Estados Unidos para competir en waterpolo.

## Colegios que compiten en la WWPA

### Equipos masculinos
| Institución                                       | Localización               | Apodo    | Año unión | Cenferencia primaria  | División  |
| ------------------------------------------------- | -------------------------- | -------- | --------- | --------------------- | --------- |
| Academia de la Fuerza Aérea de los Estados Unidos | Colorado Springs, Colorado | Falcons  | 1981      | Mountain West         | NCAA D-I  |
| Universidad Bautista de California                | Riverside, California      | Lancers  | 2013      | WAC                   | NCAA D-I  |
| Universidad de California, Davis                  | Davis, California          | Aggies   | 1981      | Big West              | NCAA D-I  |
| Universidad de California, San Diego              | La Jolla, California       | Tritons  | 1981      | California Collegiate | NCAA D-II |
| Universidad Concordia–Irvine                      | Irvine, California         | Eagles   | 2016      | Pacific West          | NCAA D-II |
| Universidad de Fresno Pacífico                    | Fresno, California         | Sunbirds | 2014      | Pacific West          | NCAA D-II |
| Universidad de Loyola Marymount                   | Los Ángeles, California    | Lions    | 1987      | West Coast            | NCAA D-I  |
| Universidad de Santa Clara                        | Santa Clara, California    | Broncos  | 1981      | West Coast            | NCAA D-I  |

### Equipos femeninos
| Institución                                     | Localización               | Apodo          | Año unión | Cenferencia primaria  | División  |
| ----------------------------------------------- | -------------------------- | -------------- | --------- | --------------------- | --------- |
| Universidad Estatal de California, East Bay     | Hayward, California        | Pioneers       | 2002      | California Collegiate | NCAA D-II |
| Universidad Estatal de California, Monterey Bay | Seaside, California        | Otters         | 2005      | California Collegiate | NCAA D-II |
| Universidad de California, San Diego            | La Jolla, California       | Tritons        | 1981      | California Collegiate | NCAA D-II |
| Universidad de Fresno Pacífico                  | Fresno, California         | Sunbirds       | 2017      | Pacific West          | NCAA D-II |
| Universidad Gannon                              | Erie, Pensilvania          | Golden Knights | 2014      | Pennsylvania State    | NCAA D-II |
| Universidad McKendree                           | Lebanon, Illinois          | Bearcats       | 2017      | Great Lakes Valley    | NCAA D-II |
| Universidad Mercyhurst                          | Erie, Pensilvania          | Lakers         | 2015      | Northeast Conference  | NCAA D-I  |
| Universidad Salem                               | Salem, Virginia Occidental | Tigers         | 2018      | Independiente         | NCAA D-II |
| Universidad Estatal de Sonoma                   | Rohnert Park, California   | Seawolves      | 2004      | California Collegiate | NCAA D-II |